# Błędnodruk

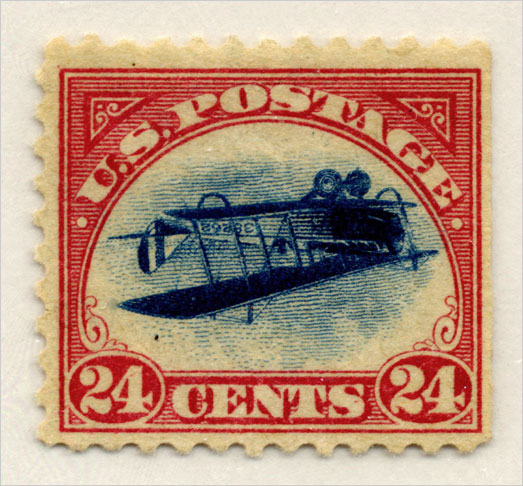
"Inverted Jenny" ("Odwrócony Jenny") amerykański znaczek z 1918

Błędnodruk – nazwa znaczka lub całostki z błędem drukarskim, powstałym w wyniku nieprawidłowo wykonanej czynności w czasie produkcji, nie wykrytym przez kontrolę i wprowadzonego do sprzedaży. Najczęściej są to przesunięcia całości lub części nadruków i napisów. Zdarzają się też odwrócone rysunki lub napisy, a także błędy w: kolorystyce, rodzaju użytego papieru, perforacji i gumowaniu.
24-centowy znaczek amerykański „Inverted Curtis Jenny” z 1918 jest znanym przykładem błędnodruku – wydrukowano tylko jeden arkusz zawierający 100 znaczków. Najsłynniejszy polski błędnodruk to „Odwrotka bokserów” z serii wydanej z okazji Igrzysk Olimpijskich w Melbourne w 1956.